# Schmidthauer Lajos

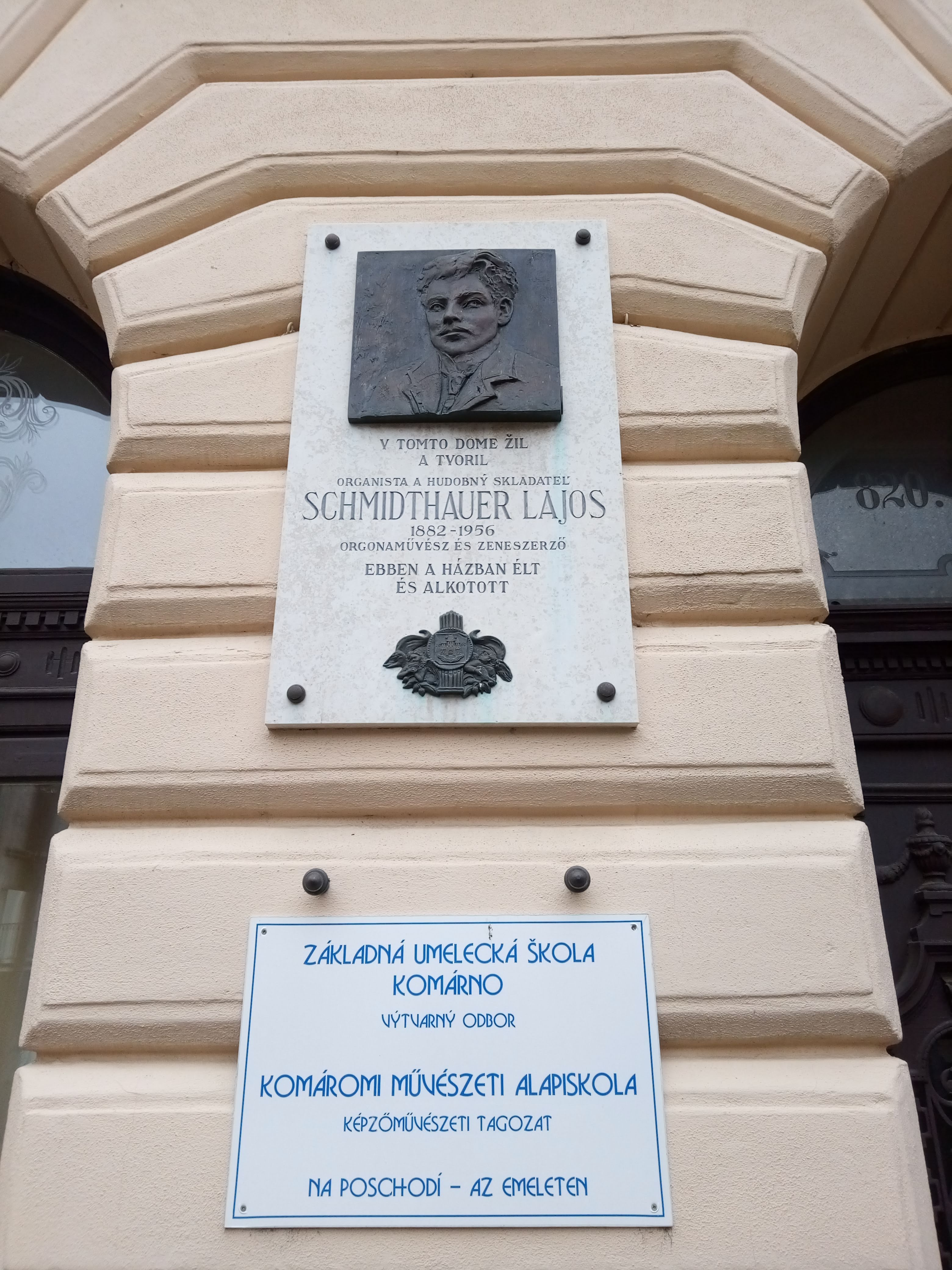
Emléktáblája az észak-komáromi zeneiskola falán

Schmidthauer Lajos junior (Komárom, 1882. március. 3. – Budapest, 1956. november 4.) gyógyszerész, orgonaművész, Schmidthauer Antal gyógyszerész, gyógyforrásfelfedező fia.

## Életpályája
1905-ben szerzett gyógyszerészeti oklevelet a Budapesti Tudományegyetemen. Zenei tanulmányait a Budapesti Zeneakadémián kezdte, 1906–1907-ben a berlini Zeneakadémián végezte, majd Párizsban is tanult. Hazatérve eleinte mint gyógyszerész működött, édesapja, Schmidthauer Antal ugyanis a valamikor oly híres Igmándi keserűvíz felfedezője és forgalmazója volt. Apja visszavonulása után fia, Schmidthauer Lajos junior vezette az üzemet. A termelés felfuttatása is Lajos fia nevéhez fűződik. Ő építtette meg az új-komáromi keserűvízüzemet is Dél-Komáromban, ahonnan azután hajón és vasúton az ország minden részébe, de külföldre is eljuthatott a mind nagyobb hírnévre szert tevő ásványvíz. A dél-komáromi palackozó- és elosztótelep 1962-ig működött.
Schmidthauer Lajos később teljesen a zenének szentelte életét. A Zeneakadémia és a Nemzeti Zenede tanára volt. Hangversenyútjain Európa csaknem minden országában megfordult. Több kortárs szerző orgonaművét elsőként mutatta be. Orgonatervezéssel is foglalkozott, több magyarországi orgonát avatott fel. A budapesti Zeneakadémia tanára volt 1934–1944 között. Orgonaműveket, scherzókat és pasztorálokat szerzett.
Schmidthauer Lajos az 1956-os forradalom egyik komáromi áldozata volt. 1956. november 4-én a szovjet csapatok bevonulását nem bírta művész lelkével elviselni – állítólag önkezével vetett véget életének.
Emléktáblája az észak-komáromi zeneiskola falát díszíti.

## Főbb munkái
- Vihar a Balatonon (orgonafantázia, 1933)
- Az új magyar barokk-mozgalom jó meglátásai, túlzásai és tévedései az orgonaépítészetben (Eger, 1937)